# Pycnophallium pemanggilensis
Pycnophallium pemanggilensis är en fjärilsart som beskrevs av John Nevill Eliot 1978. Pycnophallium pemanggilensis ingår i släktet Pycnophallium och familjen juvelvingar. Inga underarter finns listade.